# Pekan Sabtu
Pekan Sabtu is een bestuurslaag in het regentschap Bengkulu van de provincie Bengkulu, Indonesië. Pekan Sabtu telt 4895 inwoners (volkstelling 2010).